# جیانلوکا کورچی
جیانلوکا کورچی (انگلیسی: Gianluca Curci؛ زادهٔ ۱۲ ژوئیهٔ ۱۹۸۵) بازیکن فوتبال اهل ایتالیا است.
از باشگاه‌هایی که در آن بازی کرده‌است می‌توان به باشگاه فوتبال هامارابی، باشگاه فوتبال آ.اس. رم، باشگاه فوتبال بولونیا، باشگاه فوتبال ماینتس ۰۵، باشگاه فوتبال روبور سیه‌نا، باشگاه فوتبال سمپدوریا، و باشگاه فوتبال اسکیلستونا اشاره کرد.
وی همچنین در تیم‌های ملی فوتبال زیر ۱۹ سال ایتالیا و زیر ۲۱ سال ایتالیا بازی کرده‌است.